# Óscar González Daher
Óscar Alberto González Daher (Luque, 14 de julio de 1953-Luque, 21 de octubre de 2021) fue un político paraguayo. Miembro del Partido Colorado, es considerado uno de sus líderes más importantes del siglo XXI, al punto de ser llamado uno de los caudillos del partido. Fue senador nacional desde el 1 de julio del 2003 hasta la pérdida de su investidura el 22 de diciembre de 2017.  En las elecciones del 2018 fue electo para un cuarto mandato, que terminó meses después de asumir, el 29 de agosto del 2018, día en el que presentó su renuncia al cargo, luego de una presión social causada por escándalos de corrupción que lo involucraban a él y a su familia.
Anteriormente también se desempeñó como diputado, en el periodo legislativo 1998-2003.
Fue conocido, por sobre todo, por sus actos de corrupción, expuestos por la prensa, que finalmente llevaron a su estrepitosa caída a través de escraches y medidas judiciales.
Falleció el 21 de octubre de 2021, a los 68 años, de un paro cardíaco en prisión. Esto se dio apenas meses después de su condena, por lo que desde entonces han circulado teorías conspirativas que acusan al fallecido senador de fingir su muerte.